# Cristos Negros de Centroamérica y México

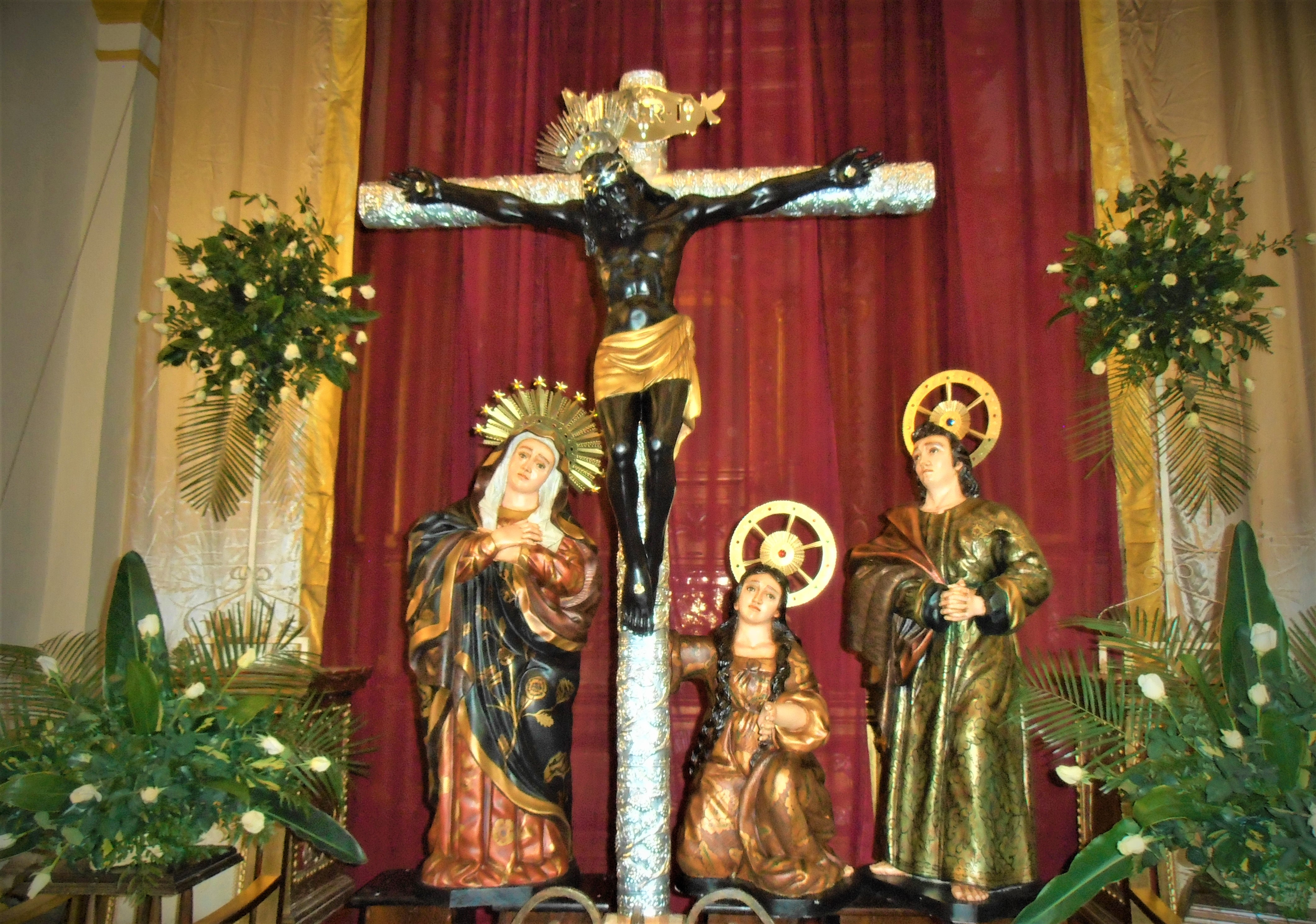
Milagroso Señor de Esquipulas de la Catedral San José de Antigua Guatemala

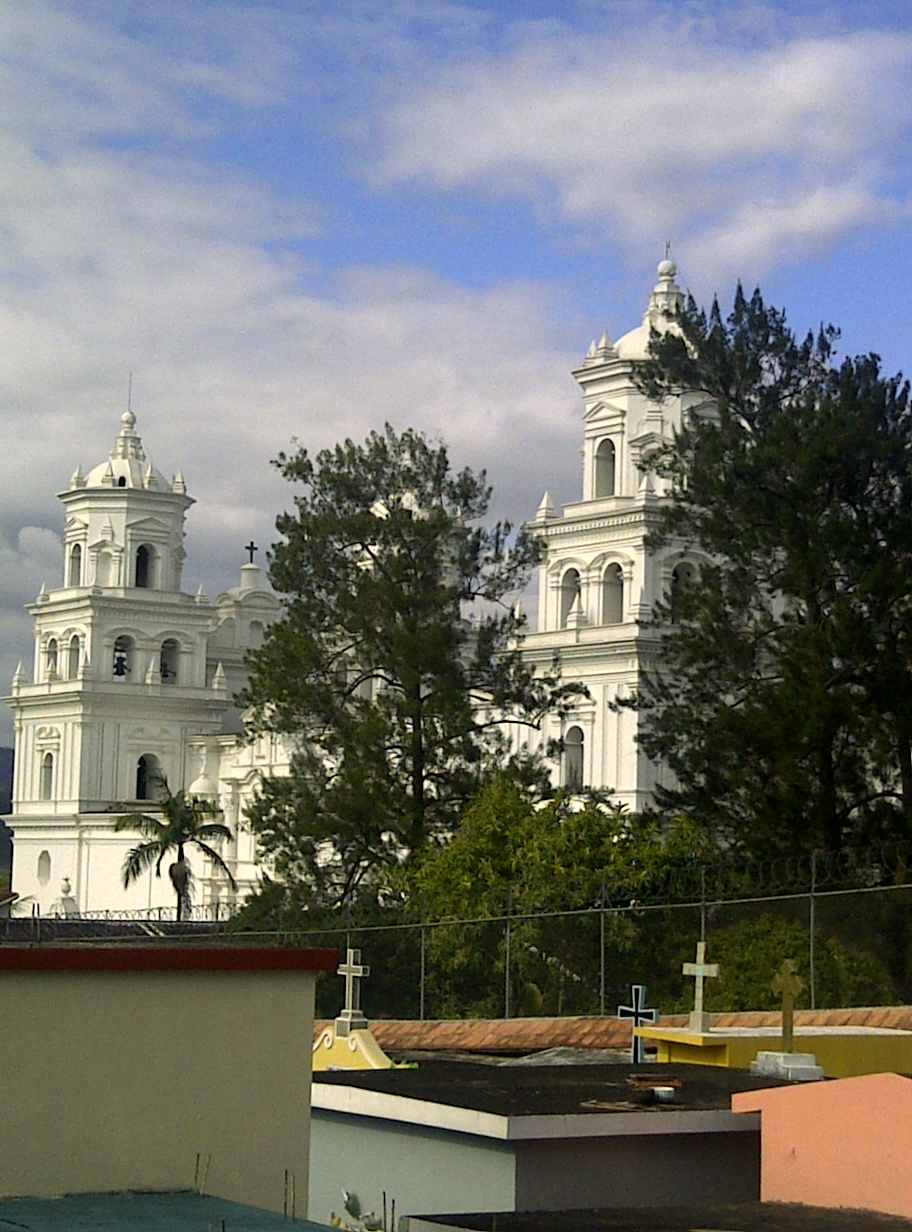
Basílica del Cristo Negro de Esquipulas en Guatemala.

Los Cristos Negros o Cristos Negros de Centroamérica y México son las tallas de Jesús de Nazaret cuya antigüedad se remonta a la época española, en algunos casos al siglo XVI. Se trata de imágenes de una gran devoción entre los católicos, destacando el Cristo de Esquipulas (1595) de Guatemala cuyo santuario recibe la visita anual de miles de peregrinos.

La presencia de emigrantes católicos hispanoamericanos en EE. UU. ha contribuido a la difusión del culto hacia estas imágenes en este país. 

## Historia
Los orígenes de la veneración de los Cristos Negros se remontan al culto a una imagen de Cristo crucificado en Esquipulas (Guatemala) en época española de la Capitanía General de Guatemala. La talla de madera del Cristo data del 1595. Al igual en el caso de las vírgenes negras románicas europeas, el paso del tiempo y la aplicación de barnices causaron el ennegrecido de la madera. La tradición le otorgó propiedades milagrosas, y la evangelización extendió su culto por toda América mediante réplicas. Su veneración es notable en América Central, México y Nuevo México (EE. UU.).  
Además, existen otros Cristos Negros cuyo origen es distinto del Cristo de Esquipulas, como en el caso de Chalma, Estado de México y Mérida. El Cristo de Chalma, también atrae anualmente a miles de peregrinos, siendo superado únicamente por la Virgen de Guadalupe en México. La devoción a estos cristos negros tiene elementos sincréticos de la cosmografía prehispánica. 

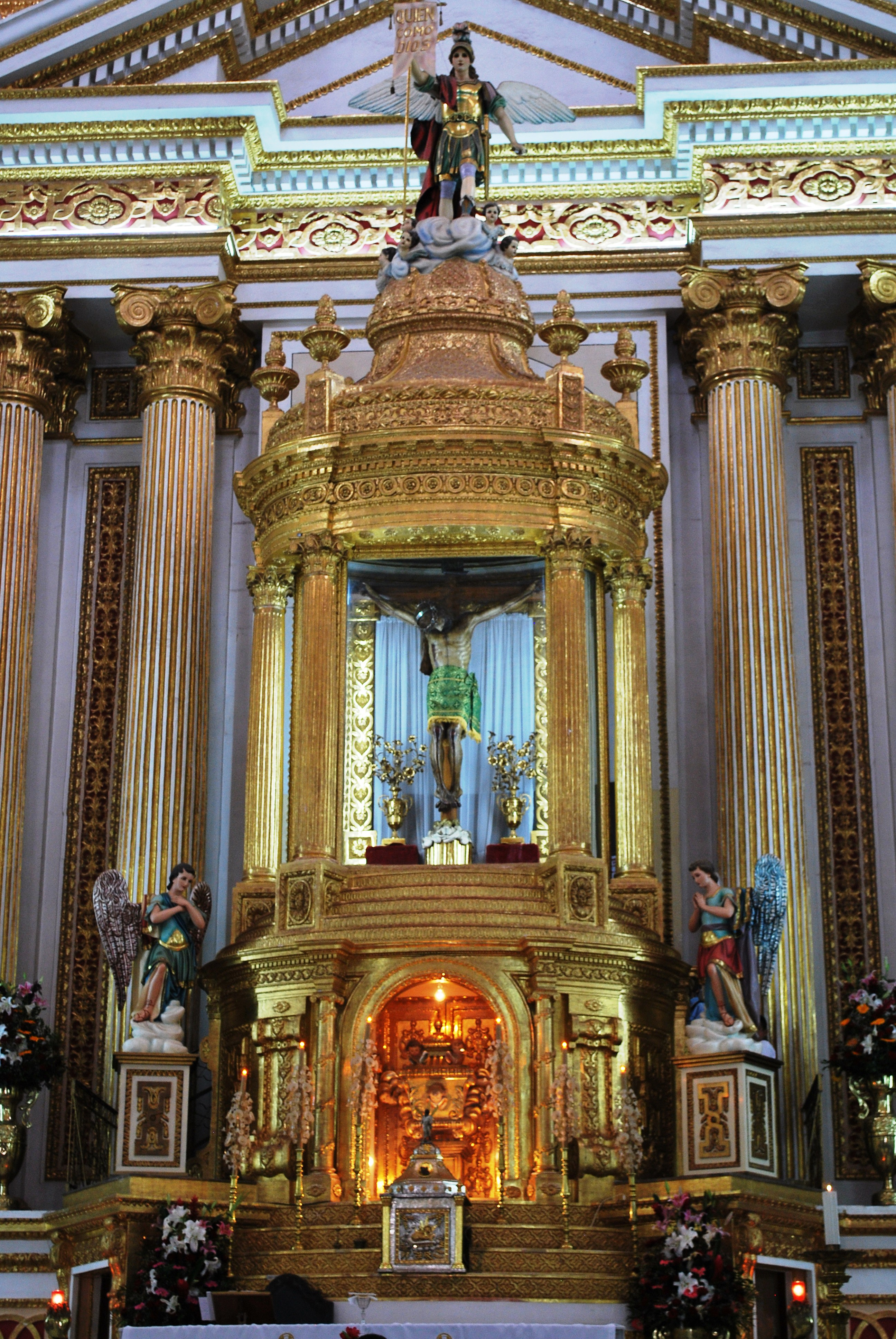
Altar principal con la imagen de Nuestro Señor de Chalma en el Estado de México.

Durante la Edad Moderna predominó en el virreinato de Nueva España la veneración al Cristo Crucificado. La evidencia de que los Cristos Negros en otras áreas están relacionados al de Esquipulas incluye la documentación del trabajo del misionero Antonio Margil (1657-1726), el cual trabajó en América Central y México, estando además vinculado a las imágenes del Cristo Negro en Tila, Chiapas y en Querétaro. Otras evidencias incluyen a los registros de las réplicas que se han enviado a lugares tales como la iglesia de Nuestra Señora del Carmen en La Antigua Guatemala (más tarde enviada a la Ciudad de Guatemala) en 1701, El Sauce y Tipitapa, Nicaragua en 1720 y 1755 respectivamente, la costa del Pacífico de Panamá en el siglo XVIII, Moroleón, Guanajuato en el siglo XIX , y por último, la introducción de la imagen por sacerdotes franciscanos en Nueva Galicia (hoy Jalisco) a mediados del siglo XVIII. Hacia el final de siglo XVIII existían réplicas en varias partes de Centroamérica junto a festivales dedicados a la imagen, mientras la difusión continuaba en el siglo XIX. Otra indicación de la propagación desde Guatemala incluye haciendas con el sufijo "de Esquipulas " encontradas en Centroamérica, Chiapas y Tabasco.
La documentación académica de estos santuarios comenzó a principios del siglo XX, destacándose las importantes encuestas hechas en 1987 y 2011.
A partir de mediados del siglo XX, a través de la inmigración centroamericana y mexicana hacia los Estados Unidos y Canadá, la imagen del Cristo Negro, principalmente aquella asociada directamente con Esquipulas, ha adquirido más importancia en nuevas áreas. La imagen es invocada por hondureños y guatemaltecos que contemplan el viaje, además de que se ha vuelto el patrón de los centroamericanos en los Estados Unidos. Nuevos santuarios han sido construidos en ciudades norteamericanas (Estados Unidos y Canadá) y una réplica exacta del Cristo de Esquipulas fue traída de Guatemala a Los Ángeles (por medio de rutas de inmigración ilegales) y ha sido bautizada con el nombre de El Cristo Mojado, siendo el término mojado usado para referirse a inmigrantes ilegales.
En 1987 fue compilada la primera lista extensiva de los santuarios dedicados a este tipo de imágenes. Predominaban las tallas en santuarios, iglesias y capillas de las diócesis u órdenes religiosas, pero también capillas u hornacinas vecinales en lugares concurridos como mercados o la entrada de las poblaciones. De 2011 data el estudio que difundió la existencia de hasta 272 santuarios de relevancia local como mínimo, extendiéndose desde Panamá hasta el sur de México. De éstos, un tercio se encuentran en México (fundamentalmente en Chiapas y Oaxaca) y otro 31% en Guatemala. Un 24% de ellos se ubica en El Salvador y Honduras y un 9% en otras partes de Centroamérica.

## El Cristo Negro de Esquipulas

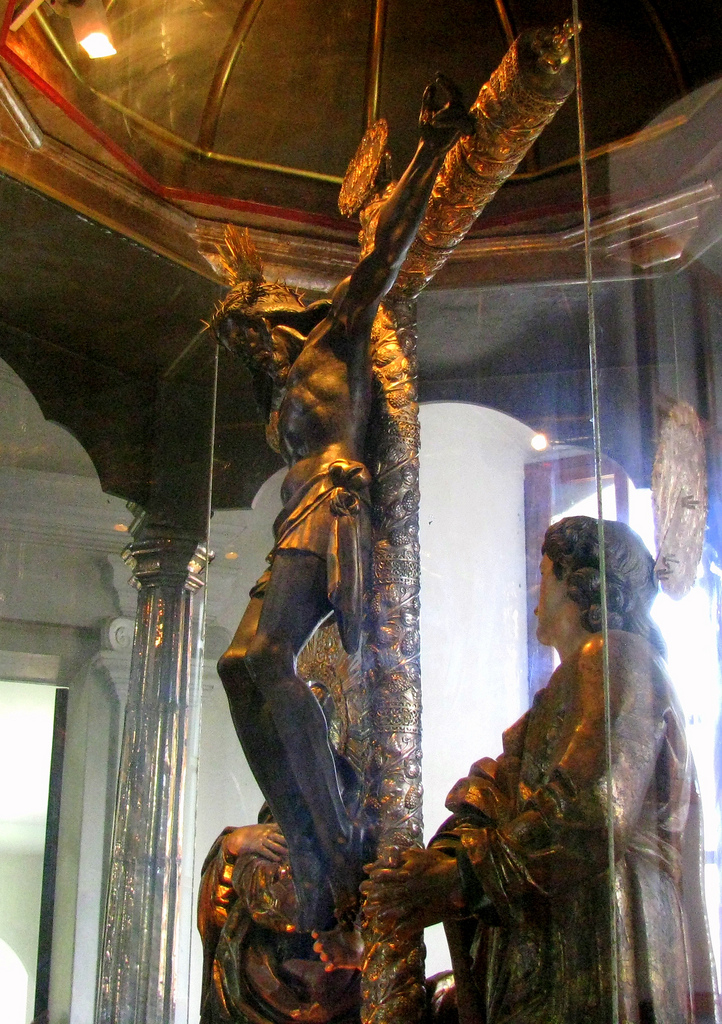
La imagen en su vitrina de cristal.

El Cristo Negro de Esquipulas es la primera y más famosa imagen de su clase, así como la más venerada en América Central. Tuvo su origen en este pueblo, a 222 km de la capital de Guatemala en 1595, cuando fue comisionada y elaborada por Quirio Cataño.
Su famoso color proviene del hecho de que la madera se oscureció con el paso del tiempo. Al año de 1737, varios milagros habían sido atribuidos a ella y un santuario fue construido, en el cual permanece al día de hoy. La popularidad de esta imagen y su santuario ha llevado a Esquipulas a ser llamada la "Capital Centroamericana de la Fe"
Mucha de su popularidad viene de su aceptación entre personas de origen autóctono, tales como los mayas. El pueblo de Esquipulas por sí mismo se encuentra en un lugar donde existió veneración al dios Maya Ek Chuah.
Al día de hoy, más de un millón de personas visitan el santuario cada año, haciéndolo uno de los más importantes en América Latina. El día festivo de esta imagen de Cristo, el 15 de enero, atrae peregrinos de muchas partes de Centroamérica y del sur de México, especialmente Chiapas. Esquipulas fue visitado por Juan Pablo II en 1996.
En Esquipulas y muchos otros santuarios, la imagen de Cristo está colocada en un altar elevado con escaleras, el cual permite a los adoradores ascender y acercarse por el frente y detrás. En el pasado, los adoradores podrían tocar la imagen pero hoy en día se encuentra encerrada en vidrio. Los visitantes dejan ofrendas al pie de las imágenes, una extensión de la tradición de hacer lo mismo a los dioses de la tierra para asegurar el bienestar de los seres queridos.El 11 de enero del 2021 y en plena pandemia del Covid-19, una bellísima réplica del Cristo de Esquipulas y sus imágenes acompañantes (Virgen Dolorosa, María Magdalena y San Juan Apóstol) fueron donadas a la Catedral San José de la Antigua Guatemala (ciudad conocida anteriormente como Santiago de los Caballeros de Guatemala y declarada Patrimonio Cultural de la Humanidad por la Unesco en el año 1979) desatando entre sus seguidores una incontenible y renovada veneración por el Cristo Negro.
La popularidad de la imagen continua extendiéndose, siendo los inmigrantes mexicanos y centroamericanos los encargados de llevarla a los Estados Unidos y Canadá, fundando nuevos santuarios.

## Otros santuarios e imágenes del Cristo Negro

### Santuario de Chalma (México, México)
El Santuario de Chalma es uno de los sitios de peregrinación más visitados en México, solamente superado por la Basílica de Nuestra Señora de Guadalupe, la cual recibe más de dos millones de visitantes cada año. La mayoría de estos provienen de Centroamérica y el sur de México, a pesar de que el lugar ha recibido visitantes de todo el mundo. Se dice que el Señor de Chalma ( Chalma, Malinalco) fue encontrado en una cueva cercana, la cual había sido el centro de adoración de una deidad llamada Ostoc Teotl. La leyenda afirma que el ídolo de la deidad prehispánica fue reemplazado por el crucifijo negro. La peregrinación es este sitio incluye la participación del baile prehispánico en el atrio de la iglesia.

### Señor de los Milagros de El Sauce (León, Nicaragua)

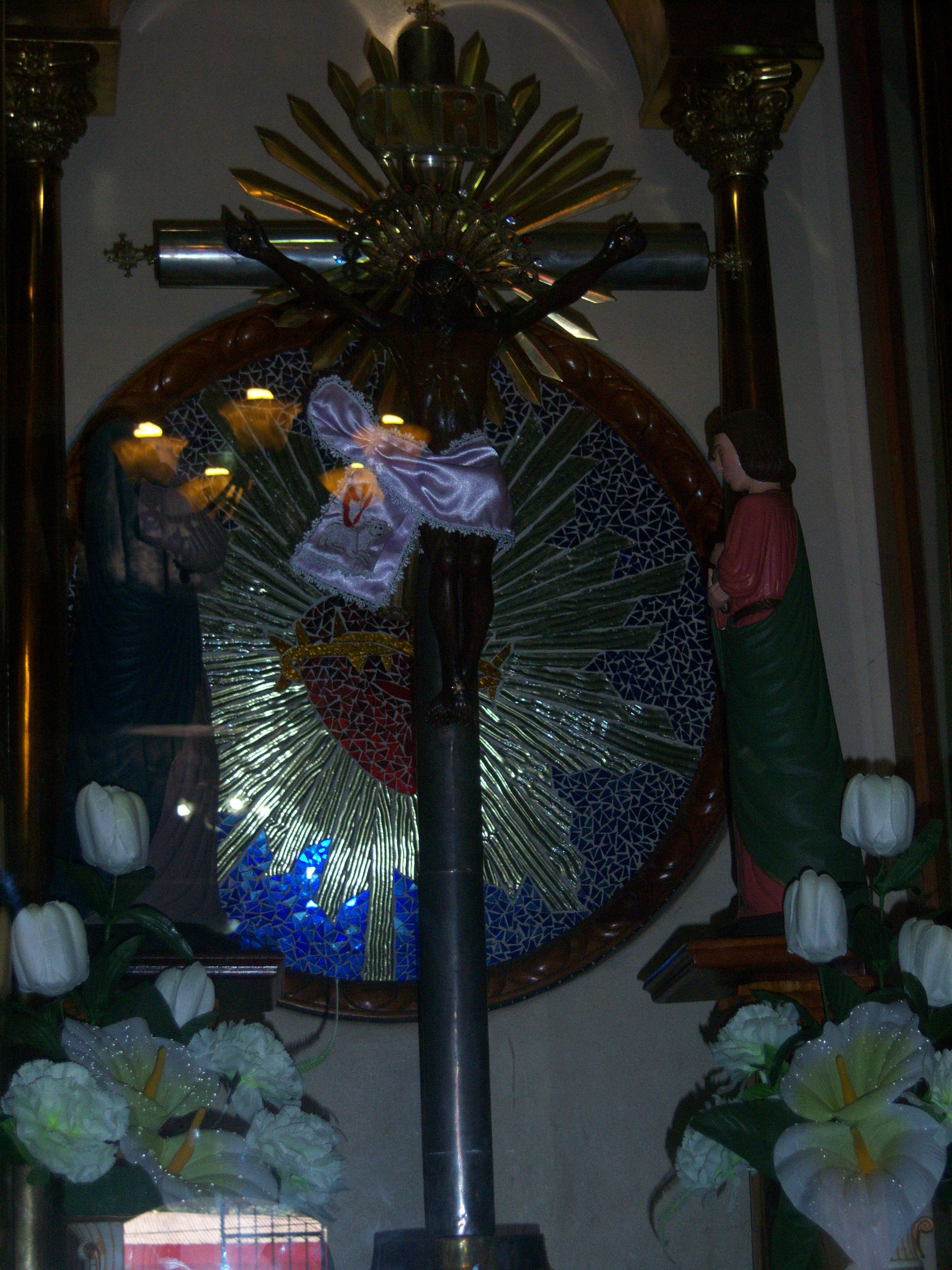
Venerable imagen Nuestro Señor de los Milagros que se encuentra en El Sauce, Nicaragua.

El Cristo Negro de El Sauce, este símbolo se encuentra en El Sauce, departamento de León, Nicaragua, también conocido como Nuestro Señor de los Milagros, conmemoró 290 años de existencia en 2013. El nombre del pueblo conmemora el encuentro de la imagen debajo de un árbol de sauce. Al igual que la imagen en Esquipulas, su día festivo corresponde al 15 de enero y se encuentra alojado en el Santuario Nacional de Nuestro Señor de los Milagros.

### Señor del Calvario de Tlacotepec (Puebla, México)

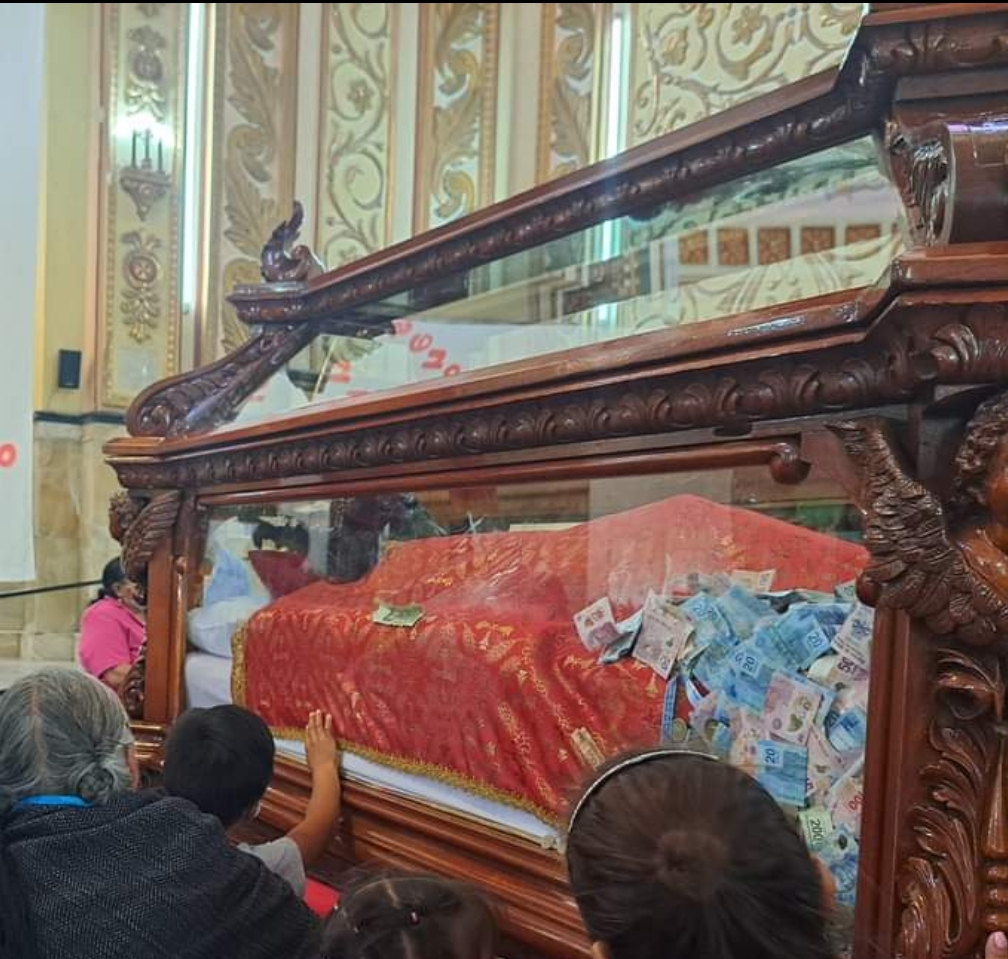
Imagen original del señor de Tlacotepec de finales del siglo XVI

El Santuario de nuestro señor del calvario de Tlacotepec puebla es un importante sitio de peregrinaciones sobre todo en el mes de julio donde los peregrinos se trasladan caminando, en motos, bicicletas, o en auto. Este santuario se encuentra en la cima de un cerro en la población de Tlacotepec de Benito Juárez. La peculiaridad de la imagen de nuestro señor del calvario es que está no se encuentra clavada en una cruz, sino que está recostada en una urna dónde los peregrinos pueden venerarle de una forma cercana. Este cristo aproximadamente en el año de 1595 se manifestó ante el pueblo de los popolocas de Puebla.

### Santuario del Cristo Negro de Arena Blanco (Yoro, Honduras)
El Santuario del Cristo Negro de Arena Blanco en El Progreso situado en el departamento de Yoro, Honduras es un importante lugar de peregrinación para el 15 de enero, el cual atrae hasta 10.000 personas, puesto que la imagen local es reconocida como una réplica de la que se encuentra en Esquipulas. Este evento atrae a visitantes de varios países de Centroamérica e incluso de Puerto Rico y España.

### Cristo Negro de Otatitlán (Veracruz, México)

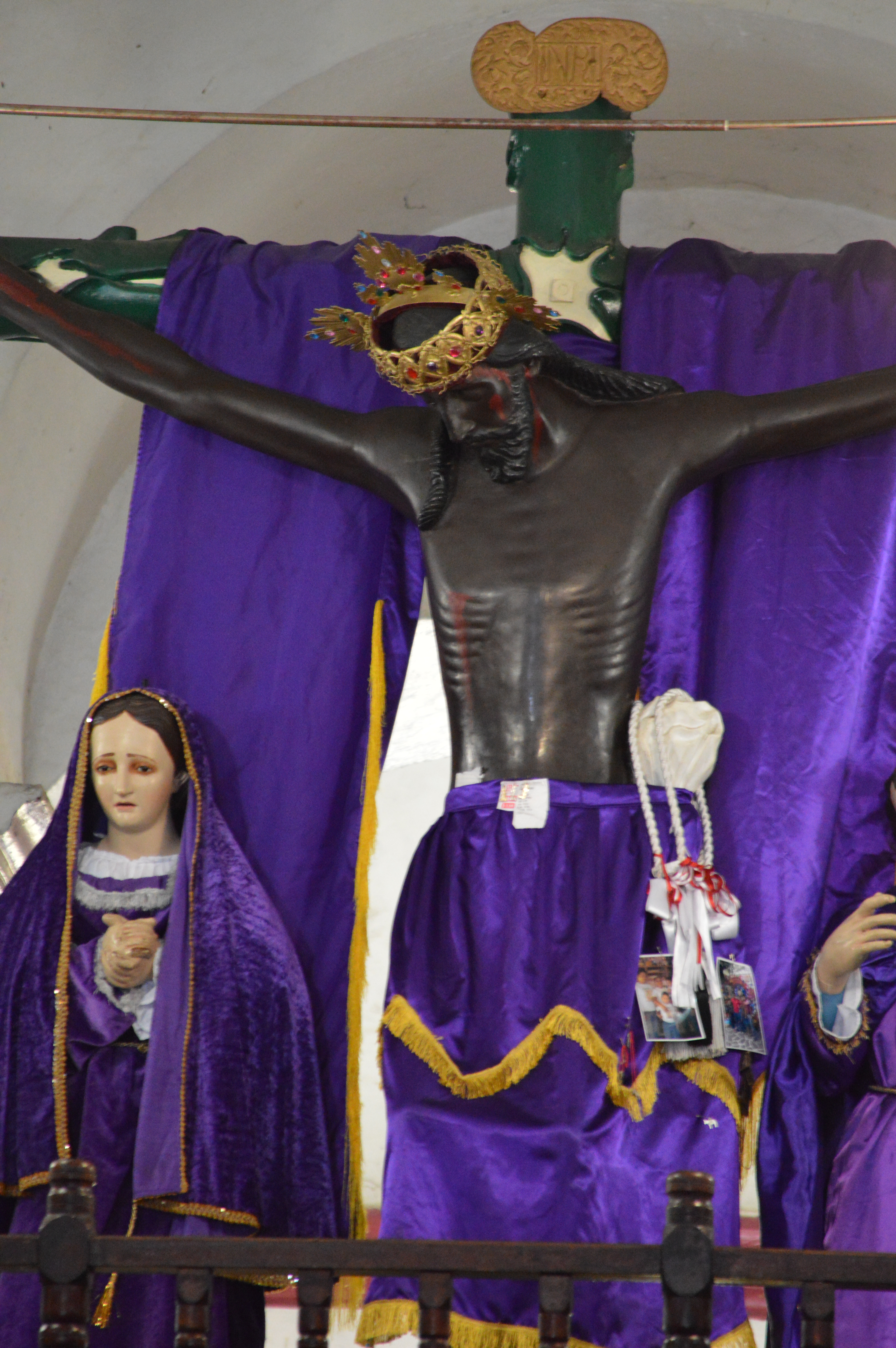
El Cristo Negro de Otatitlán.

El Cristo Negro de Otatitlán se encuentra en la parroquia del pueblo. Existen dos historias acerca del origen de esta imagen particular. Una dice que el rey español Felipe II comisionó tres imágenes del Cristo Negro, las cuales se trasladaron después a sus locaciones actuales. Otra historia dice que la imagen fue encontrada el Día de la Cruz por un indígena al pie de un árbol en la ciudad de Puctlanzingo, la cual fue reclamada después por los Mazatecos de la región. Después fue movida por el Río Papaloapan en una balsa a su locación actual. Durante la Guerra Cristera en los años 30, la imagen fue tomada por hombres aliados del gobernador de Veracruz, Adalberto Tejada, el cual intentó quemarla de manera fallida. En vez de ello, fue decapitada. La imagen decapitada regresó a Otatitlán y se hizo un reemplazo. En 1950, la cabeza original fue encontrada y regresada, por lo cual la cabeza de repuesto ahora se mantiene en una vitrina de vidrio. La devoción a la imagen es un sincretismo. No es inusual que hay una masa que lleva a cabo un ritual de purificación dirigido por un "brujo" local. El principal día festivo de esta imagen sucede el 3 de mayo, Día de la Cruz, con eventos que comienzan el 28 de abril y se extienden hasta el 7 de mayo. El evento puede atraer hasta 150,000 personas de Veracruz y otras partes de México.

### Señor de Tila (Chiapas, México)
El Señor de Tila es una Cristo Negro enlazada con el de Esquipulas, por lo cual éstas comparten el mismo día festivo (15 de enero), el mismo diseño de santuario y muchos los mismos rituales que siguen los peregrinos. Sin embargo, en vez de estar hecha de madera, la imagen está hecha de estalagmita de una cueva cercana. La historia dice que los residentes de San Cristóbal de las Casas llegaron a saquear el pueblo, por lo cual la imagen "huyó" y se ocultó en una cueva. Cuando fue "rescatada" años más tarde, esta se había vuelto negra. El santuario ganó fama en el periodo colonial, por lo cual ha permanecido una peregrinación regional importante desde entonces, atrayendo visitantes de lugares tan distanciados como Tabasco y Campeche. Otra imagen importante en Chiapas se encuentra en Zinacantán, la cual se dice que fue encontrada en una cueva sagrada, la cual está relacionada con la extracción de sal en el área.

### Cristo Negro de El Nayar (Nayarit, México)
La predominante comunidad Huichol de la localidad de Huaynamota en El Nayar, municipio de Nayarit, tiene un Cristo Negro, el cual es venerado con una mezcla de ritos católicos y prehispánicos. Su día festivo atrae a cientos de peregrinos. El origen de la imagen es desconocido, aunque existen varias historias que van desde la aparición de ésta en el aire hasta su traslado por parte de los Jesuitas en el siglo XVIII, posiblemente de Guatemala. Se ha dicho que suda y sangra, además de curar enfermedades.

### Señor de la Paz (Puebla, México)
El Señor de la Paz, también conocido como El Cristo Negro de San Pablo Anciano, el cual se encuentra cerca de Acatlán de Osorio, Puebla fue introducido entre 1824 y 1830 por un sacerdote local. En aquella época varias personas indígenas estaban en conflicto por los recursos. La imagen ganó importancia en la tradición Mixteca, la cual indica que varias deidades indígenas entraron en conflicto, en el cual el Cristo Negro fue el intermediario.

### Cristo de las Ampollas (Yucatán, México)
El Cristo de las Ampollas es una imagen del Cristo Negro en Mérida, Yucatán, el cual ha sido importante para la población desde tiempos coloniales, principalmente para los grupos étnicos mayas. Se originó en la localidad de Ichmul a principios del siglo XVII, cuando un vaquero y algunos transeúntes reportaron luces brillantes de un árbol cerca del pueblo al sacerdote de la parroquia. El sacerdote mandó a cortar el árbol y lo llevó a la iglesia para anunciar que iba a mandar a esculpir una imagen de la Virgen María con él. Un joven apareció de la nada y dio que él lo podía esculpir; para lo cual pidió ser encerrado en un taller sin herramientas y al día siguiente desapareció, dejando ahí la escultura. La imagen fue movida a la iglesia y poco después los peregrinos comenzaron a visitarla poco después la iglesia se quemó reduciendo todo a cenizas a excepción de la imagen, la cual solo se volvió negra. A pesar de las protestas, la imagen fue movida a la Catedral de Mérida en 1645. En 1915, durante la Revolución Mexicana, la catedral fue saqueada y los soldados intentaron quemar la imagen, pero no pudieron. En vez de ello, fue movida a una base militar y no fue vista de nuevo. Una réplica fue hecha en Querétaro y fue consagrada en 1919. El día festivo de la imagen es el Día de la Cruz, 3 de mayo. Además, la imagen es el centro de festivales relacionados con varios segmentos principales de la población en Mérida llevados a cabo durante varios días, ya que es considerado el patrón no oficial de la ciudad.

### Santuario del Cristo de Chimayó (Nuevo México, EE.UU.)

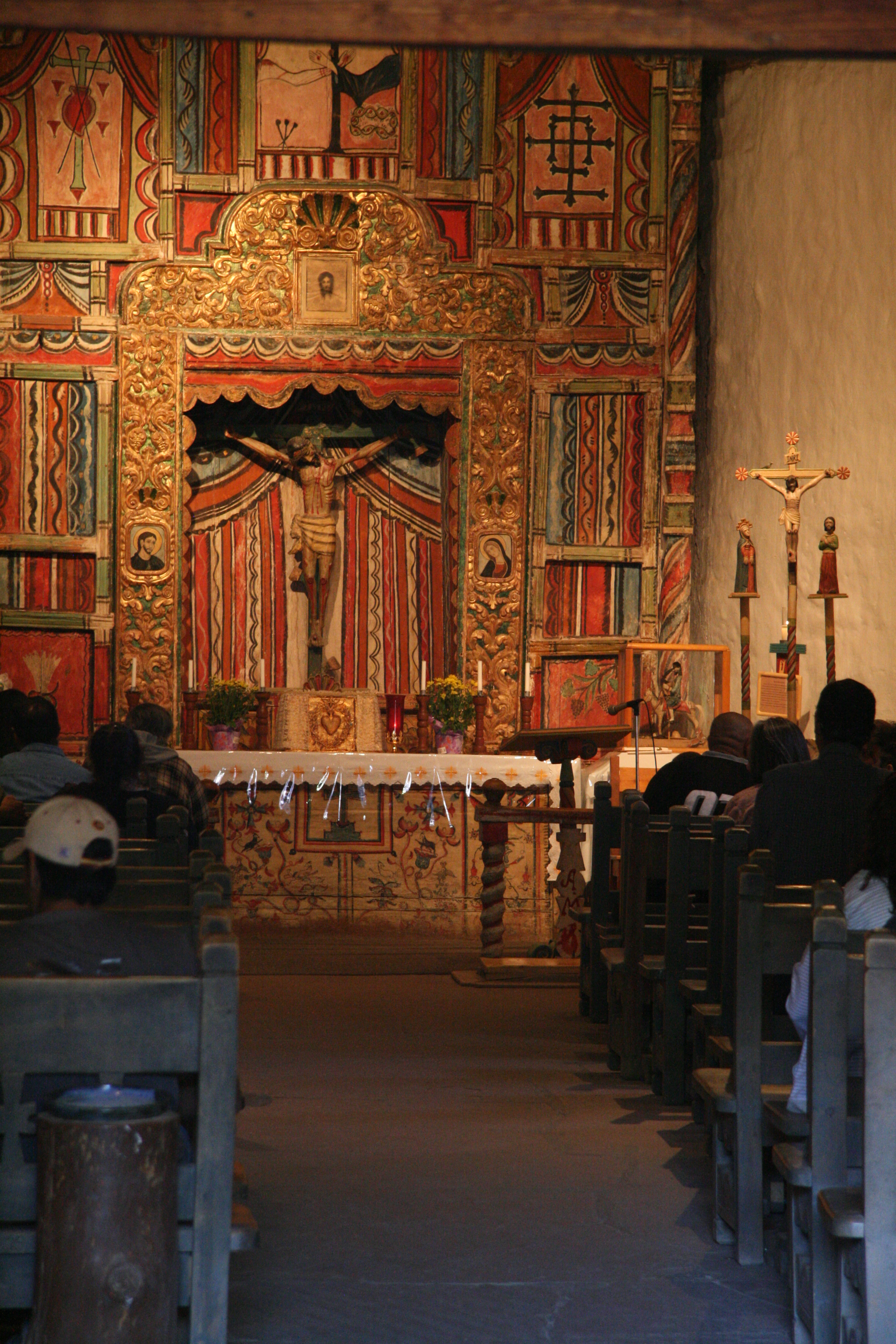
Dentro de la capilla del santuario de Chimayó.

El Santuario de Chimayó en Nuevo México fue construido en honor a la imagen de Esquipulas, fundado por Bernardo Abeyta. Es el centro católico de peregrinación más importante en los Estados Unidos, al atraer alrededor de 300,000 visitantes por año. Este sitio está relacionado con un depósito de barro, el cual se dice que tiene propiedades medicinales.

### Cristo Negro de Portobelo (Colón, Panamá)

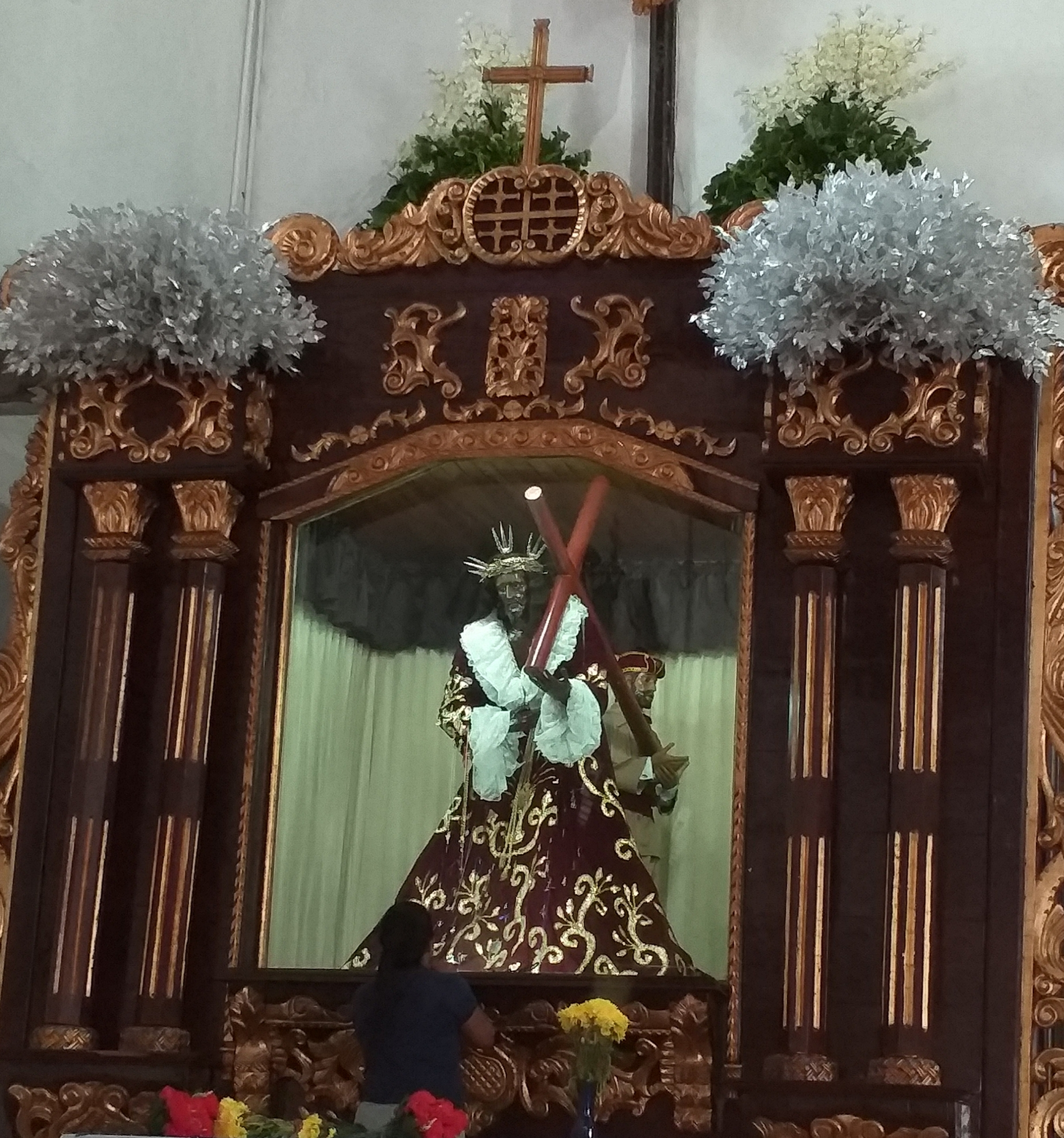
Cristo Negro de Portobelo (Panamá)

Además, en la iglesia de San Felipe de Portobelo (Panamá) se venera al Cristo Negro de Portobelo, cuyas fiestas se celebran en octubre.